# 4009 Drobyshevskij
A 4009 Drobyshevskij (ideiglenes jelöléssel 1977 EN1) a Naprendszer kisbolygóövében található aszteroida. Nyikolaj Sztyepanovics Csernih fedezte fel 1977. március 13-án.